# Pelops
Pelops (Pelopas (Pelops)) je v grški mitologiji najprej kralj Ahaje, nato Pise, po mnenju večine tudi ustanovitelj in utemeljitelj olimpijskih iger.

### MIT
Bil je sin Tantala, Paktola ali Ksantosa in Klitije, po poreklu iz Frigije ali Lidije, ki je prišel v Grčijo in osvojil peloponeško kraljestvo Piza od kralja Ojnomaosa.
Imel je sestro Niobo in brata Vroteja. Poročil se je s Hipodamejo, hčerko kralja Ojnomaosa.
Po drugih virih je bil potomec Olena in je sprva vladal v antičnem mestu Olen, v pokrajini Ahaji. Bil je tretji kralj, prestolonaslednik po Krinaku, njega pa je nasledil Deksamen.
Kot otroka ga je oče razrezal na koščke in iz njegovega mesa pripravil kosilo, ki ga je postregel bogovom, da bi preizkusil njihovo vsevednost. Bogovi so takoj ugotovili, da gre za prevaro in niso niti poskusili jedi. Le Demetra, raztrešena zaradi žalovanja za hčerko Perzefono, je zaužila košček mesa z lopatice. Zevs je naročil Hermesu, naj vse Pelopsove kose vrne v kotel, da bi ga Kloto lahko ponovno sestavila.
Košček lopatice, ki je manjkal, so nadomestili s slonovino, zaradi česar so imeli vsi Pelopsovi potomci na lopatici belo znamenje.
Bog Pozejdon je bil tako navdušen nad Pelopsovo lepoto, da ga je vzel k sebi na Olimp. Ko je Zevs Pelopsa vrnil med smrtnike, se je Pelops zagledal v princeso Hipodamejo. Vsak snubec je moral v dirki z vozom premagati njenega očeta, kralja Ojnomaosa, in vsi so poraz plačali z življenjem. Pelops se je pred preizkušnjo obrnil na Pozejdona, ga spomnil na njegovo ljubezen do njega in ga prosil za pomoč. Pozejdon mu je podaril konjsko vprego z letečimi konji, s katero je Pelops premagal Ojnomaosa in ga ubil.
Po drugi različici se negotovi Pelops ni zanesel le na Pozejdonovo pomoč, ampak je podkupil še voznika Ojnomaosove konjske vprege Mirtila. Obljubil mu je polovico kraljestva, če bo namerno pokvaril kraljevo vprego. Obljube potem ni izpolnil, ampak je Mirtila s prepada vrgel v morje.
Po nekaterih virih je Mirtojsko morje dobilo ime po Mirtilu. Preden je umrl, je preklel Pelopsa in njegove potomce. Mirtilovo prekletstvo je grenilo življenje še Pelopsovim sinovom Atreju, Tiestu in Krizipu ter vnukom in pravnukom, kot so bili Agamemnon, Menelaj in Orest. 
Pelops velja za ustanovitelja olimpijskih iger v dolini reke Alfij.
Njegova žena Hipodameja je bila ustanoviteljica iger, posvečenih boginji Heri, v katerih so sodelovale izključno atletinje. 
Legendarna dirka s konjskimi vpregami med Ojnomaosem in Pelopsem je upodobljena na vzhodnem delu pedamenta Zevsovega templja v antični Olimpiji.
V grški mitologiji se omenja tudi Pelopsa(2), sina Agamemnona in Kasandre. Bil je brat dvojček Teledama in oba ju je ubil Ajgist.